# 大越愛子
大越 愛子（おおごし あいこ、1946年8月3日 - 2021年3月15日）は、日本の哲学者、女性学者。VAWW-NETジャパン運営委員。

## 来歴・人物
京都生まれ。京都大学文学部哲学科卒、1975年同大学院博士課程満期退学。1990年近畿大学文芸学部専任講師、93年助教授、98年教授。2013年定年退任。
当初、仏教研究者の源淳子との共同作業で、西洋思想の輸入に偏していた80年代フェミニズムの中で、日本仏教の女性差別を指摘する著作を行い、その結果、例えば仏教研究者の植木雅俊『仏教の中の男女観』（岩波書店、2004年）によって仏教の女性差別に対して精査が行われることになるなど、一定の学問的成果を上げた。
1990年代後半以降は、慰安婦問題で論陣を張り、上野千鶴子を批判。また、女性国際戦犯法廷に関わった。2009年7月に開催されたVAWW-NETジャパン総会記念講演では松井やよりについて演説(「今なぜ、松井やよりなのか」)を行った。近年は戦争反対の立場での政治的主張が多く、特にフェミニズムである必然性はなくなってきている。業績の一つにジョン・ボズウェルの『キリスト教と同性愛』の翻訳がある。なお、宝塚歌劇のファンである。
2021年3月15日に死去。74歳没。

## 著書
- 『闘争するフェミニズムへ』未來社 1996
- 『フェミニズム入門』ちくま新書 1996
- 『近代日本のジェンダー 現代日本の思想的課題を問う』三一書房 1997
- 『女性と宗教』岩波書店 1997
- 『フェミニズムと国家暴力 トランスナショナルな地平を拓く』世界書院 2004

### 共編著
- 『女性と東西思想』源淳子共著 勁草書房 1985
- 『女と男のかんけい学』山村嘉己共編 明石書店 1986
- 『性差別する仏教 フェミニズムからの告発』山下明子・源淳子共著 法藏館 1990
- 『解体する仏教 そのセクシュアリティ観と自然観』源淳子共著 大東出版社 1994
- 『ジェンダー化する哲学』志水紀代子共編著 昭和堂 1999
- 『加害の精神構造と戦後責任』池田恵理子共編 緑風出版 2000 (日本軍性奴隷制を裁く-2000年女性国際戦犯法廷の記録 第2巻)
- 『フェミニズム的転回 ジェンダー・クリティークの可能性』井桁碧・藤目ゆき・小川真里子等共著　白澤社 2001
- 『現代文化スタディーズ』堀田美保共編 晃洋書房 2001
- 『現代文化テクスチュア』清眞人,山下雅之共編著 晃洋書房 2004
- 『戦後思想のポリティクス』井桁碧共編著 青弓社 2005（戦後・暴力・ジェンダー）
- 『思想の身体 性の巻』井桁碧共編著 春秋社 2006
- 『脱暴力へのマトリックス』井桁碧共編著 青弓社 2007（戦後・暴力・ジェンダー）
- 『現代フェミニズムのエシックス』井桁碧共編著 青弓社 2010（戦後・暴力・ジェンダー）
- 『ジェンダーとセクシュアリティ 現代社会に育つまなざし』倉橋耕平共編 昭和堂 2014

### 翻訳
- ジョン・ボズウェル『キリスト教と同性愛』下田立行共訳、国文社 1990